# Fröbelschule (Arnsberg)
Die Fröbelschule ist eine 1952 in Arnsberg gegründete Förderschule mit den Förderschwerpunkten Lernen (Klassen 1 bis 10), Emotionale und Soziale Entwicklung (Klassen 1 bis 4) und Sprache (Klassen 1 bis 10).

## Geschichte

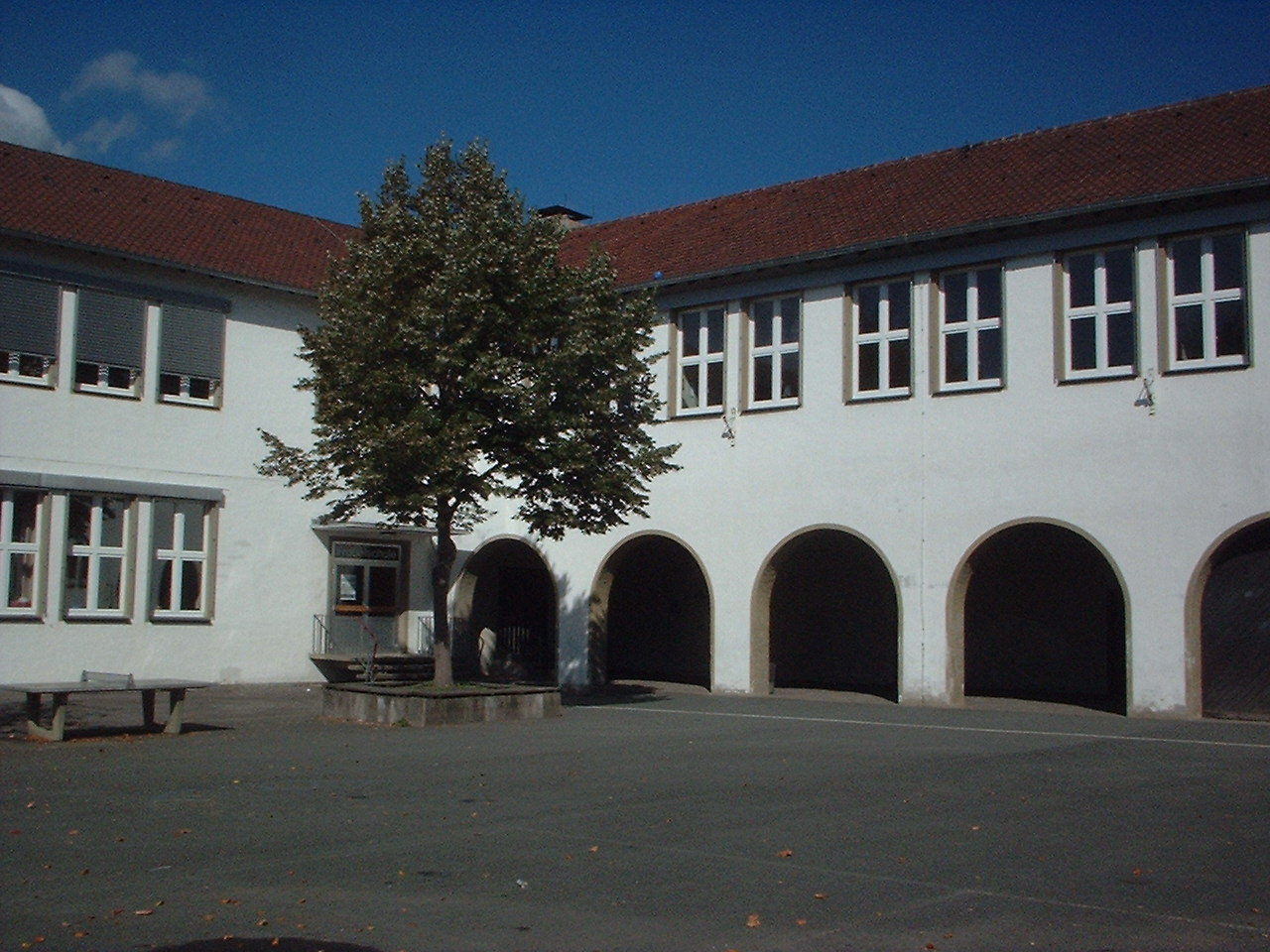
Haupteingang

Sie war damit die Erste ihrer Sorte im Hochsauerlandkreis. Ihren heutigen Namen erhielt sie 1953 nach dem Pädagogen Friedrich Fröbel. Anfangs wurde in den Räumen der ehemaligen Norbertusschule unterrichtet. Danach musste die Fröbelschule in sechs Jahren dreimal umziehen, bis sie 1989 ihren heutigen Standort auf dem Schreppenberg fand. Dieser wurde frei, weil die Comeniusschule mit der Theodor-Heuss-Schule zusammengelegt wurde.

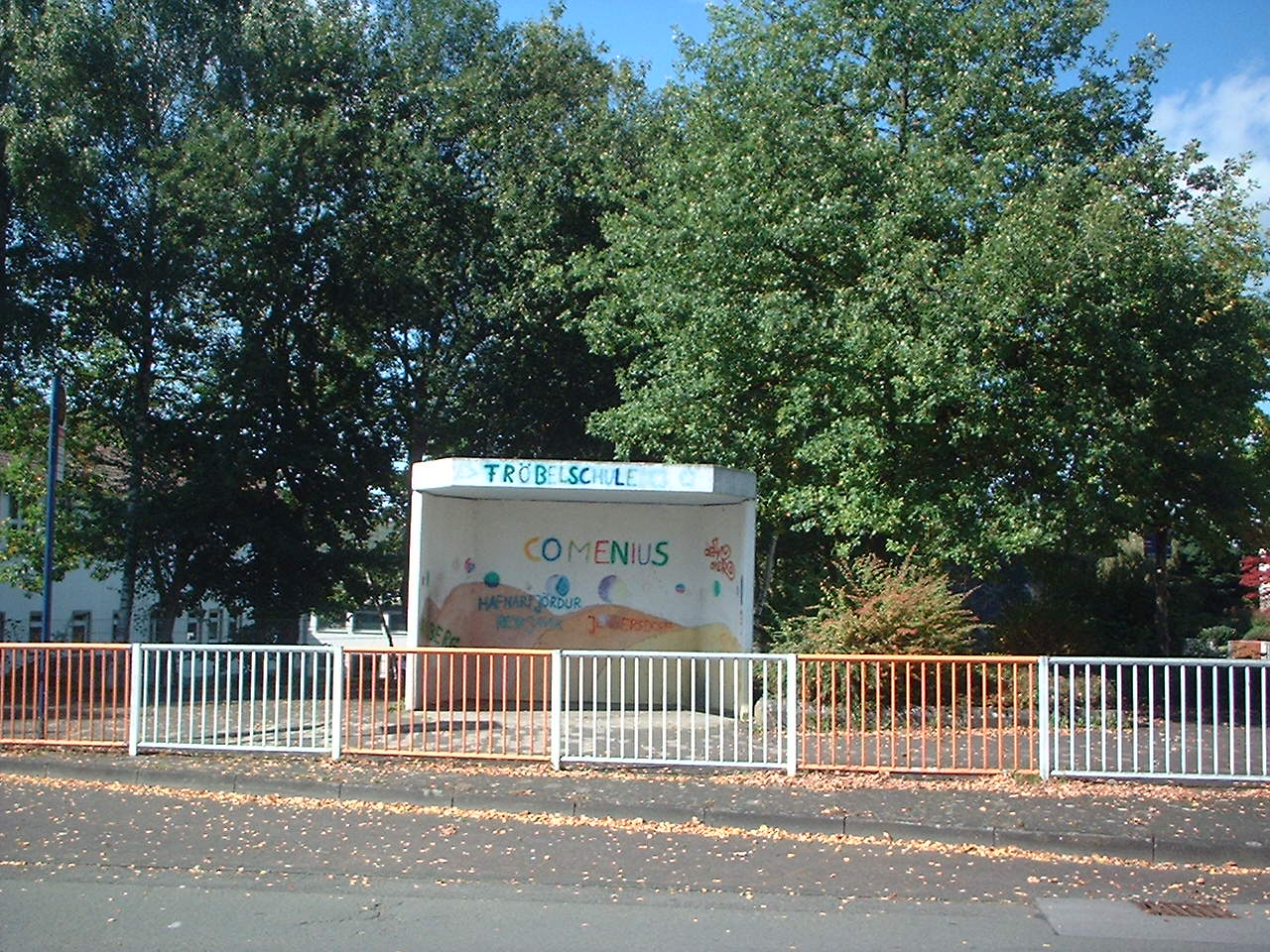
Bushaltestelle zum Thema Comenius

Heute bestehen an der Fröbelschule diverse Projekte für die Schülerinnen und Schüler, darunter eine „Comenius“ genannte Kooperation mit Schulen aus anderen europäischen Ländern (Island, Österreich und Bulgarien). Diese Zusammenarbeit besteht seit 2002. Ebenfalls seit 2002 nimmt die Fröbelschule auch am Projekt „Selbstständige Schule“ des Landes Nordrhein-Westfalen teil. Des Weiteren werden die Schüler teilweise Nachmittags in einem Programm „13+“ betreut. Die Schule besitzt einen Förderverein aus Eltern und anderen Schulangehörigen.